# 縦横家
縦横家（じゅうおうか、しょうおうか）は、中国古代の思想家たちで、諸子百家の一つ。外交の策士として各国の間を行き来した人たちのことである。

## 概要
巧みな弁舌と奇抜な発想で諸侯を説き伏せ、あわよくば自らが高い地位に昇ろうとする、そのような行為を弁舌によって行う者が縦横家である。合従策を唱えた蘇秦と連衡策を唱えた張儀が有名。蘇秦はその弁舌によって同時に六国の宰相を兼ねたとされている。
「縦横家」という言葉も彼らの策の名前に由来する。詳しくは「合従連衡」を参照。
- 合従は諸国が連合し秦に対抗する政策のことで、これは、秦以外の国が秦の東に南北に並んでいること(「縦」＝「従」）による。
- 連衡は秦と同盟し生き残りを図る政策のことで、秦とそれ以外の国が手を組んだ場合、それらが東西に並ぶことを「横」＝「衡」といったことによる。

諸子百家といわれるものにはほかにも各国を説いて回ったものはいるが、それらの多くがそれぞれの思想に基づく理想を実現するためであったのに対して、いわゆる縦横家にはそのようなものはなく、ただそれぞれの国において喜ばれるような政治手法を論じるのが常であった。たとえば蘇秦は合従を燕の文公に説いて六国をまとめ、十五年にわたって秦の東進を止めたが、伝説によると燕を訪れる前に彼は秦に向かっており、そこでは彼は東進して覇を唱える方法を論じた。彼が秦で認められなかったのは全く秦の都合だけであったという。

## 主な人物
- 蘇秦
- 張儀
- 鬼谷子
- 蘇代
- 陳軫（中国語版） -「蛇足」の故事で知られる。
- 公孫衍
- 龐煖

## 書物

### 概観
縦横家の書物は、『鬼谷子』を除いて全て散逸してしまった。そのため『史記』や『戦国策』などの中に活躍が伝わるのみだった。
しかし1970年代、馬王堆漢墓から、蘇秦の書簡や弁論を集めた書物『戦国縦横家書』が出土した。同書は日本語訳も刊行されている。
2021年には、睡虎地秦墓そばの鄭家湖墓地の戦国末期秦墓から、「筡」（と）という名の遊説家が、秦の荘襄王に停戦論を訴える『賤臣筡西問秦王』が出土した。

### 『漢書』芸文志による一覧
以下は『漢書』芸文志に記載される、縦横家の書籍の一覧である。いずれも散逸した。
- 『蘇子』三十一篇（蘇秦）
- 『張子』十篇（張儀）
- 『龐煖』二篇
- 『闕子』一篇
- 『国筮子』十七篇
- 『秦零陵令信』一篇
- 『蒯子』五篇（蒯徹―避諱による通名は蒯通）
- 『鄒陽』七篇
- 『主父偃』二十八篇
- 『徐楽』一篇
- 『荘安』一篇
- 『待詔金馬聊蒼』三篇

### 新出文献
- 馬王堆帛書『戦国縦横家書（中国語版）』[1][2]
- 鄭家湖秦觚『賤臣筡西問秦王』[3]

### その他
- 『鬼谷子』（鬼谷） - 一般に偽書とされる。
- 『戦国策』 - 主に戦国時代の縦横家の活動を記した書籍。『漢書』芸文志では、『戦国策』自体は春秋家（歴史家の書物）に分類されている。
- 『史記』列伝